# PEG VT 643
De VT 643 ook wel Talent genoemd is een dieseltreinstel, een zogenaamde lichtgewichttrein met lagevloerdeel voor het regionaal personenvervoer van de Prignitzer Eisenbahn GmbH.

## Geschiedenis
De Talent is een normaalsporig treinstel welke volgens UIC normen door Alexander Neumeister in 1994 werd ontworpen. Na een bouwtijd van 7 maanden door Waggonfabrik Talbot te Aken werd het prototype in februari 1996 voorgesteld. Het acroniem Talent staat voor Talbot leichter Nahverkehrstriebwagen.
De fabriek is sinds 2001 onderdeel van Bombardier Transportation. In 2006 werd door Bombardier Transportation de opvolger van de Talent de Talent 2 gepresenteerd.
De Prignitzer Eisenbahn GmbH (PEG) is een Duitse particuliere spoorwegmaatschappij. De holdingmaatschappij van de PEG, Prignitzer Eisenbahn Holding AG, is sinds april 2004 voor 90% eigendom van het Britse Arriva en is sindsdien onderdeel van PE Arriva AG, dat weer behoort tot Arriva Deutschland GmbH. 
De treinstellen van de serie VT 643.08-18 werden tussen 12 december 2004 en 10 december 2011 van Alpha Trains gehuurd.

### Prototype
In 1997 werd een Talent treinstel (met de baknummers B 188 707 en B 188 708) in opdracht van Talbot in Nederland beproefd op het baanvak Leeuwarden – Sneek. Dit stel heeft daarnaast ook enkele uitstapjes gemaakt naar Stiens, Stadskanaal en Bremen. Thans rijdt dit stel in Duitsland als VT 643.07 bij Arriva.

## Constructie en techniek
Het treinstel is opgebouwd uit een aluminium frame. Typerend aan dit treinstel is door de toepassing van Scharfenbergkoppeling met het grote voorruit. De treinen werden geleverd als tweedelig dieseltreinstel met mechanische transmissie. De trein heeft een lagevloerdeel. Deze treinen kunnen tot drie stuks gecombineerd rijden. De treinen zijn uitgerust met luchtvering.

## Treindiensten
De treinen worden door Prignitzer Eisenbahn (PEG) in opdracht van VRR Nordrhein-Westfalen ingezet op de volgende trajecten.
- RB 36 Oberhausen - Duisburg - Ruhrort, Ruhrort-Bahn (tot december 2010)
- RB 44 Oberhausen - Bottrop - Dorsten, Der Dorstener (tot december 2010)
- RB 51 Enschede - Dortmund Hbf, Westmünsterlandbahn (tot 10 december 2011)

## Foto's

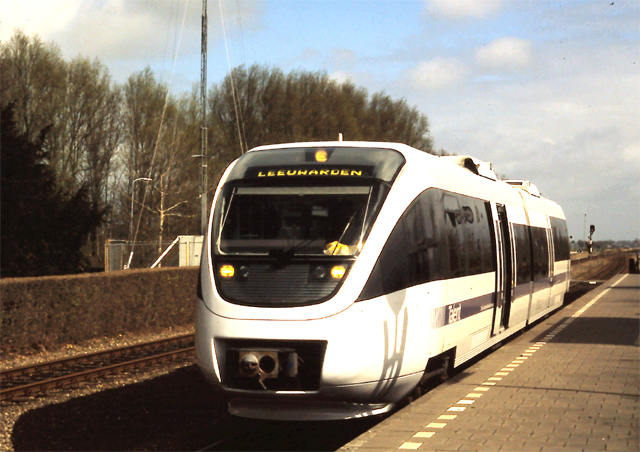
Prototype Talent van Talbot op 20 september 1997 te Grijpskerk
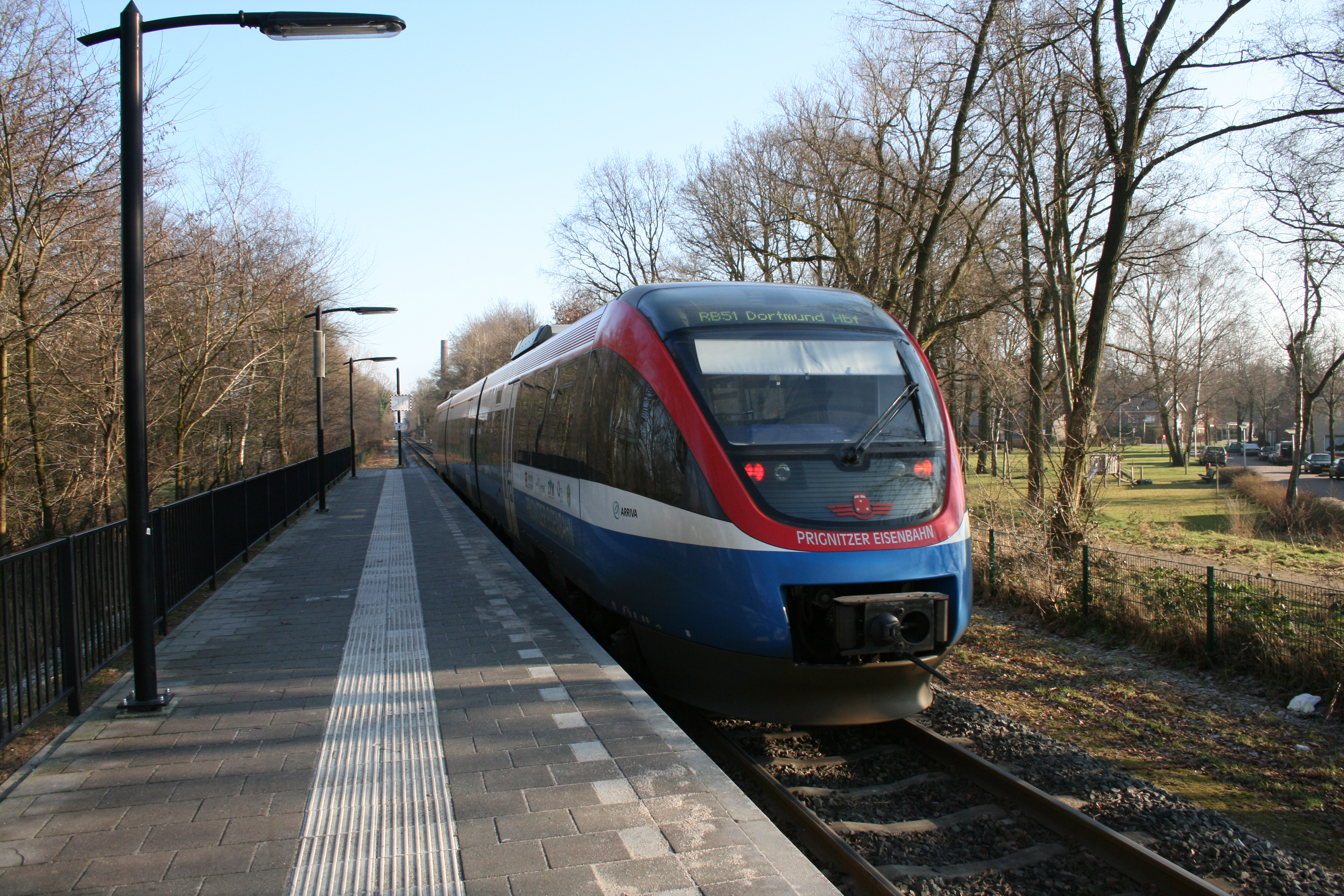
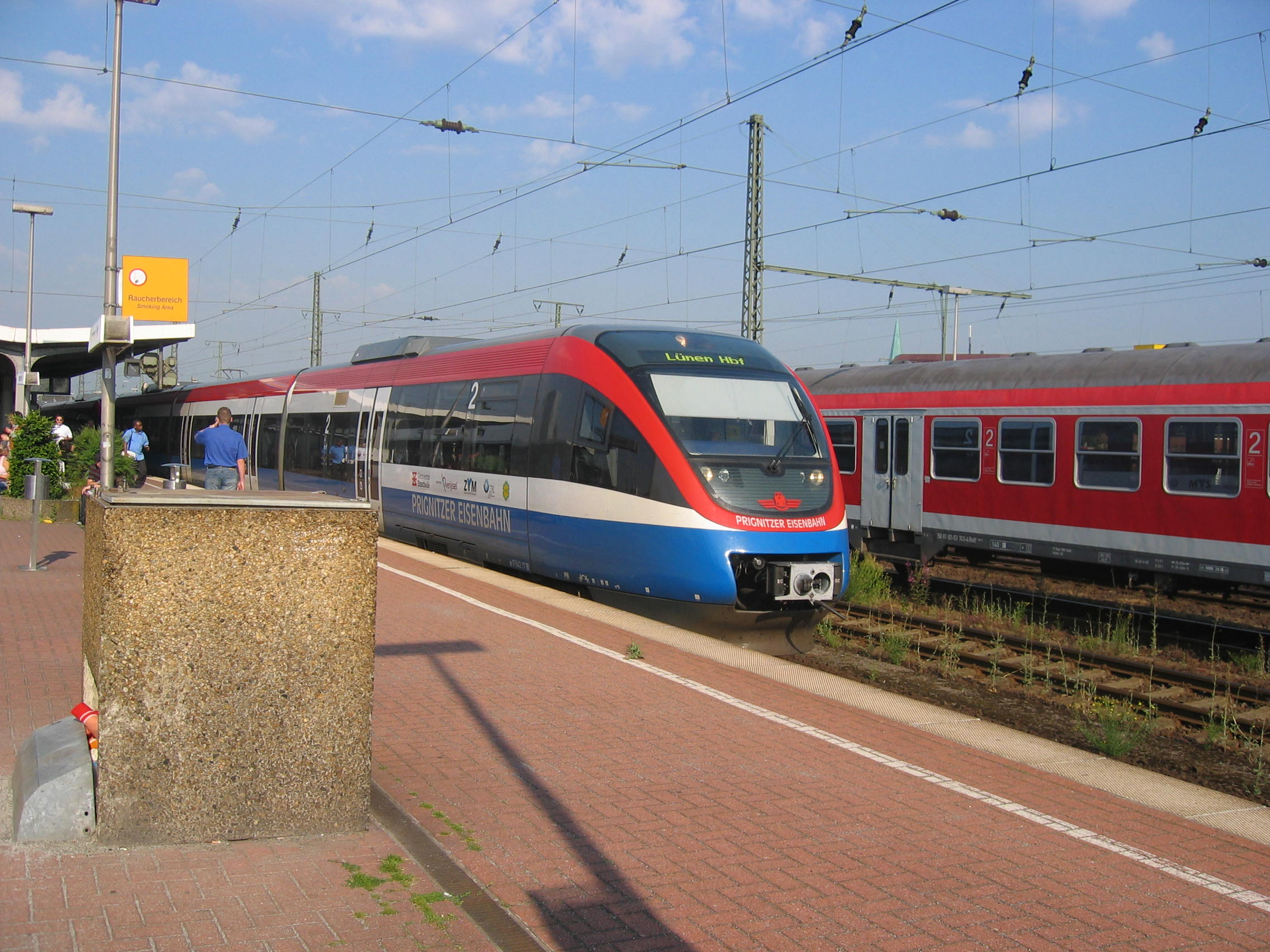